# آي وورك
آي وورك هو طقم المكتب المنشئ بواسطة شركة أبل لنظام التشغيل ماك أو. أس عشرة. أول إصدار للآي وورك هو آي وورك 05، تم إصداره سنة 2005. الطقم يضم كلاً من برنامج كينوت وهو برنامج العروض التقديمية والذي كان يباع في السابق كبرنامج مستقل بذاته، وبرنامج بيجز وهو برنامج معالجة النصوص وتصميم الصفحات.
في عام 2007، اصدرت آبل آي وورك 08، والذي احتوى بالإضافة للبرنامجين السابقين برنامج الجداول الإلكترونية المسمى نمبرز.
في عام 2009، اصدرت آبل نسخة جديدة آي وورك 09 والتي تحمل العديد من التحسينات والتوافقية مع أنظمة المكتب الأخرى كميكروسوفت أوفيس. كذلك في نفس السنة أصدرت آبل خدمة آي وورك دوت كوم وهي خدمة مشاركة الملفات مباشرة من طقم آي وورك مع الآخرين عبر الإنترنت، حيث تتيح
للجميع إضافة الملاحظات وتنزيل نسخ من هذه الوثائق بأنساق مختلفة كنسق بي.دي.إف أو مايكروسوفت وورد أو مايكروسوفت أكسل وغيرها.
على الرغم من أن آي وورك 09 بنسخته الأخيرة يتيح للمستخدم العربي الكتابة باللغة العربية، إلا أنه لا يدعم الكثير من مميزات هذه اللغة كالتحرير من اليمين إلى اليسار في النصوص والجداول «على الرغم أن هذه الميزه موجودة في نظام التشغيل ذاته».
تعد آبل أن آي وورك خلفاً لطقم آبل القديم والشهير آبل ووركس، بالرغم من أنه لم يحتو إلى الآن على ميزات إدارة قواعد البيانات وأدوات الرسم.
يتكامل آي ووركس مع طقم آبل آي لايف عن طريق استخدام منتقي الوسائط، والذي يتيح للمستخدم السحب والإفلات للمقاطع الصوتية من آي تونز وجراج باند، الفيديو من آي موفي والصور من آي فوتو وإسقاطها مباشرة في مستند آي وورك.

## لمحة تاريخية
تم الإعلان عن أول إصدار للآي وورك، آي وورك 05، في 11 يناير 2005 في مؤتمر ومعرض ماكوورلد وتم إتاحته للجمهور في 22 يناير في الولايات المتحدة الأمريكية، ولبقية العالم في 29 يناير. آي وورك 05 أحتوى على تطبيقين: كي نوت 2، برنامج إنشاء العروض، وبيجز، محرر النصوص. آي وورك 05بيع بمبلغ 79 دولار أمريكي. كذلك تم عرض نسخة تجريبية لمدة 30 يوم متاحة للتنزيل من موقع أبل.
آي وورك 06أصدر في 10 يناير 2006، واحتوى على تحديثات من البرنامجين كي نوت وبيجز. كلا البرنامجين تم إصدارهما بهيئة ثنائية عامة لأول مرة مما أتاح لهما العمل على معالجات باور بي سي ومعالجات أنتل بشكل أصلي وطبيعي والتي تم استخدامها على أجهزة سطح المكتب الجديدة المسماة آيماك وعلى الأجهزة المحمولة ماك بوك برو والذي تم الإعلان عنهما في نفس اليوم الذي أعلن فيه طقم آي وورك.
الإصدار التالي من الطقم، آي وورك 08، تم الإعلان عنه وإصداره في 7 أغسطس 2007 في حدث خاص بمقر شركة أبل في كابرتينو، كاليفورنيا. آي وورك 08، كسابقة من التحديثات، احتوى على تحديثات لنسخ كينوت وبيجز. كما أحتوى على تطبيق جديد للجداول الإلكترونية نمبرز. يختلف نمبرز عن بقية برامج الجداول الإلكترونية، بما فيها مايكروسوفت إكسل، في أنه يتيح لك إنشاء جداول مختلفة ومستقلة في نفس الورقة بالاستعانة بعدد من النماذج الجاهزة.
أحدث إصدار من حزمة آي وورك، آي وورك 09، تم الإعلان عنه في 6 يناير 2009 واصدر في نفس اليوم. أحتوى على تحديثات لكافة البرامج الثلاثة.
آي وورك 09 كذلك احتوى على خدمة الوصول لخدمة جديدة تدعى آي وورك دوت كوم في نسختها التجريبية بيتا، والتي تتيح للمستخدمين مشاركة المستندات والوثائق على الشبكة. مستخدمس آي وورك 09 يمكنهم رفع المستندات مباشرة من بيجز، كينوت أو نمبرز ودعوة الآخرين لمشاهدتها مباشرة على الشبكة. بإمكان المشاهدين ترك ملاحظاتهم على المستند، وتنزيل نسخة منه بهيئة آي وورك، مايكروسوفت أوفيس أو نسق المستندات المنقولة

### الإصدارات
| إصدار آي وورك | إصدار كينوت | إصدار بيجز | إصدار نمبرز |
| ------------- | ----------- | ---------- | ----------- |
| آي وورك 05    | 2.0         | 1.0        | --          |
| آي وورك 06    | 3.0         | 2.0        | --          |
| آي وورك 08    | 4.0         | 3.0        | 1.0         |
| آي وورك 09    | 5.0         | 4.0        | 2.0         |